# Neil Costa
Neil Francis Costa (Gibilterra, ...) è un politico e avvocato britannico di Gibilterra.
È un politico affiliato al Partito Liberale di Gibilterra (GLP). Il 9 dicembre 2011 è diventato Membro del Parlamento di Gibilterra come Ministro del Turismo, dei Trasporti, degli Esteri e del Porto.

## Biografia
Nato a Gibilterra da una famiglia della classe operaia, Costa è cresciuto nel appartamento che i suoi genitori condividevano con i suoi nonni a Laguna Estate e studiò alla scuola media di St. Anne. Suo padre era un muratore e sua madre una cassiera del supermercato Safeway. Si sottolineò per aver ottenuto al Bayside Comprehensive School un buon punteggio. Poi è andato a studiare legge e spagnolo all'Università del Galles a Cardiff dove si è laureato con lode. Ha completato i suoi studi in giurisprudenza presso la facoltà di legge dell'Inns of Court a Londra ed è stato ammesso all'ordine degli avvocati britannico a Londra nel novembre 2002 e a Gibilterra nel gennaio 2003.
Costa è stato coinvolto nella politica di Gibilterra da quando era studente, e si iscrisse al Partito Liberale Gibilterra nel 1999. Nel 2007 è stato eletto al Parlamento e divenne ministro ombra della Salute e dei Servizi Sociali. Nel 2011, insieme col dottor Joseph Garcia e Steven Linares, hanno costituito il gruppo dei candidati del GPL in alleanza col Partito Laburista Socialista di Gibilterra (GSLP) per partecipare alle elezioni generali del 2011.
Rieletto al Parlamento nel 2011, questa volta al Governo, Costa è stato nominato dal capoministro Fabian Picardo come Ministro del Turismo, dei Trasporti, degli Esteri e del Porto.